# Josef Rüber
Johann Joseph „Josef“ Rüber (* 25. April 1917 in Ochtendung; † 23. Februar 1977 in Koblenz) war ein deutscher Landwirt und Politiker (CDU). Er war von 1967 bis 1971 Abgeordneter im Landtag von Rheinland-Pfalz.

## Leben
Rüber besuchte von 1928 bis 1934 das Gymnasium in Boppard und anschließend das Realgymnasium in Ahrweiler. Nach dem Abitur 1937 nahm er ein Studium der Veterinärmedizin an der Universität Gießen auf. Während seines Studiums wurde er 1937 Mitglied der Kameradschaft „Hans Karrillon“ (später: Burschenschaft Alemannia Gießen). Sein Studium musste er 1939 mit der Einberufung zur Wehrmacht unterbrechen. Mit Unterbrechung von 1942 bis 1943, als er zum Abschluss seines Studiums an die Heeres-Veterinär-Akademie abkommandiert worden war, nahm er als Soldat am Zweiten Weltkrieg teil. Zuletzt geriet er in britische Kriegsgefangenschaft, aus der er im Juni 1945 entlassen wurde. Kurz darauf übernahm er nach dem Tod seines Vaters die Leitung des elterlichen Landwirtschaftsbetriebes.
Rüber trat 1954 in die CDU ein. Er war Vorsitzender des Ortsverbandes der CDU Ochtentung und Amtsvorsitzender der Partei im Amt Polch. Des Weiteren war er Ratsmitglied der Gemeinde Ochtendung und dort Vorsitzender der CDU-Fraktion.
Bei der Landtagswahl 1967 wurde er als Abgeordneter in den Landtag von Rheinland-Pfalz gewählt, dem er bis 1971 angehörte. Im Parlament war er Mitglied des Ausschusses für Landwirtschaft und Weinbau.